# Cornificia
Cornificia (c. 85 av J.-C.–c. 40 av J.-C.) est une poétesse romaine du Ier siècle avant l'ère chrétienne dont l'œuvre est connue uniquement par des mentions chez des auteurs plus tardifs tels que Jérôme de Stridon.

## Biographie
Cornificia fait partie de la dernière génération à avoir vécu sous la République romaine. Fille de Quintus Cornificius et sœur du poète, préteur et augure Cornificius, elle épouse un certain Camerius. Le docteur Jane Stevenson pense qu'il pourrait s'agir de l'ami que le poète Catulle mentionne dans le poème 55.
Les fonctions de son frère semblent indiquer que la famille jouissait d'un statut social élevé. Un préteur était un magistrat de rang sénatorial, tandis qu'un augure faisait partie d'un collège de prêtres chargés d'interpréter les messages envoyés par les Dieux, notamment à travers le vol des oiseaux.

## Œuvre
L'œuvre de Cornificia ne nous est pas parvenue. Sa réputation de poétesse se fonde essentiellement sur les Chroniques de Jérôme de Stridon (347–420). À propos de son frère, Cornificius, Jérôme écrit : "Huius soror Cornificia, cuius insignia extant epigrammata" (Sa sœur était Cornificia, dont il nous reste d'illustres épigrammes). Ses écrits étaient donc sans doute encore lus plus de quatre cents ans après sa mort.
Cornificia est un des 106 exempla cités par Boccace dans son De mulieribus claris (Des Femmes illustres) (1362), selon lui

« Sa gloire égalait celle de son frère qui était un des poètes les plus célèbres de son époque. Non contente d'exceller dans un art si admirable, inspirée par les muses, elle jeta sa quenouille et prêta sa main, habile à manier la plume, à la composition de vers héliconiens.. Elle mit tout son génie et son labeur à s'élever au-dessus de son sexe et acquit de son œuvre une gloire perpétuelle. »

Dans une lettre de Laura Cereta à Bibolo Semproni, cette humaniste, avocate de la dignité des femmes, écrivait : 

« Ajoutez Cornificia, sœur du poète Cornificius, dont le dévouement à la littérature porta de tels fruits qu'on la disait sevrée du lait des muses castalides et qui composa des épigrammes dont chaque phrase est ornée de fleurs héliconiennes. »

## Monument
Un monument élevé à Cornificia et à son frère existe encore à Rome. Il porte cette inscription : CORNIFICIA Q. F. CAMERI Q. CORNIFICIUS Q. F. FRATER PR. AUGUR (Cornificia, fille de Quintus, épouse de Camerius, [et] son frère Quintus Cornificius, Préteur et Augure).

### Source
- (en) Cet article est partiellement ou en totalité issu de l’article de Wikipédia en anglais intitulé « Cornificia » (voir la liste des auteurs).